# 辛铸九
辛铸九（1880年—1965年），名葆鼎，字铸九，以字行，山东章丘人，中华民国大陆时期的开明人士、书法家，曾任济南商会会长、山东省图书馆馆长等职。

## 生平
1880年，辛铸九出生于山东省章丘县辛寨乡辛寨村的一个地主家庭，兄弟排行第九，他的名和字取自夏禹铸九鼎的传说。辛铸九自幼熟读经书，二十岁时进县城优级师范学堂就读，毕业后回乡教私塾，在1903年的中国最后一科乡试中考中举人。1913年，辛铸九任章丘第一所高等小学堂堂长。1915年，辛铸九携家眷到益都县出任益都师范学校校长，并在山东省立第十中学兼课。
1919年，辛铸九回到济南，先后被选举为章丘县议员和山东省议员。1922年，辛铸九与郑婴芝、管相麟等人在济南市上新街59号创办世界红卍字会济南分会:388。1923年，土匪孙美瑶制造绑架外国旅客的临城劫车案，峄县知事被革职，辛铸九受命到峄县任县知事，参与处理劫车案。后任清平县知事2年。除从政外，辛铸九还曾涉足商界，曾是丰年、惠丰面粉公司的股东，裕兴化工厂、仁丰纱厂的董事长，并曾创办经文绸缎店。1930年，辛铸九出任济南商会会长。1932年6月，山东省主席韩复榘开办山东最大的官办当铺“裕鲁当”，由韩复榘的亲戚薛映书任经理，并请辛铸九任董事长，但辛铸九在当铺内并无实权。1937年卢沟桥事变后，侵华日军逼近济南，韩复榘以“焦土抗战”为名将裕鲁当焚毁，辛铸九因反对纵火焚毁裕鲁当曾被韩复榘政府拘留一昼夜。当辛铸九后来回忆认为韩复榘的秘书长张绍堂和军法处长魏汉章是焚毁裕鲁当的主谋，为的是掩盖他们窃掠当铺高档当品的罪行。
1937年12月27日，侵华日军占领济南。1938年初，日军筹备傀儡政权“济南治安维持会”，打算让辛铸九担任会长，辛铸九因此避居济南东郊洪家楼天主教堂，马良出任维持会会长。1938年3月5日，侵华日军成立了山东省公署，马良任省长。不到半年，日军多次派人劝说辛铸九出任山东省长，辛铸九均以年老多病为由拒绝。1939年2月，辛铸九被日军宪兵队逮捕，遭受37天折磨后经朋友多方营救，并花费大量金钱后获释。辛铸九获释后曾任山东省图书馆馆长、红卍字会统长、赈济会长等职务。期间曾利用职务掩护秘密接待和转移中国共产党人员。
1948年9月济南战役中，辛铸九组织战地救护，掩埋处理尸体，受到人民政府嘉奖。中华人民共和国建立后，辛铸九曾被选为山东省人大代表，任山东省政协委员。1965年，辛铸九在济南病故，享年八十五岁。

## 备注
1. ↑  一说是请他担任副会长[5]